# Mont Pulag
Le mont Pulag, en philippin Bundok Pulag, en ilocano Bantay Pulag, est une montagne des Philippines. Avec ses 2 928 mètres d'altitude, il est le point culminant de Luçon — la plus grande île du pays — et de sa cordillère Centrale, le 26e plus haut sommet sur une île et le troisième plus haut sommet du pays — après le mont Apo (2 954 m) et le mont Dulang-dulang (2 938 m).

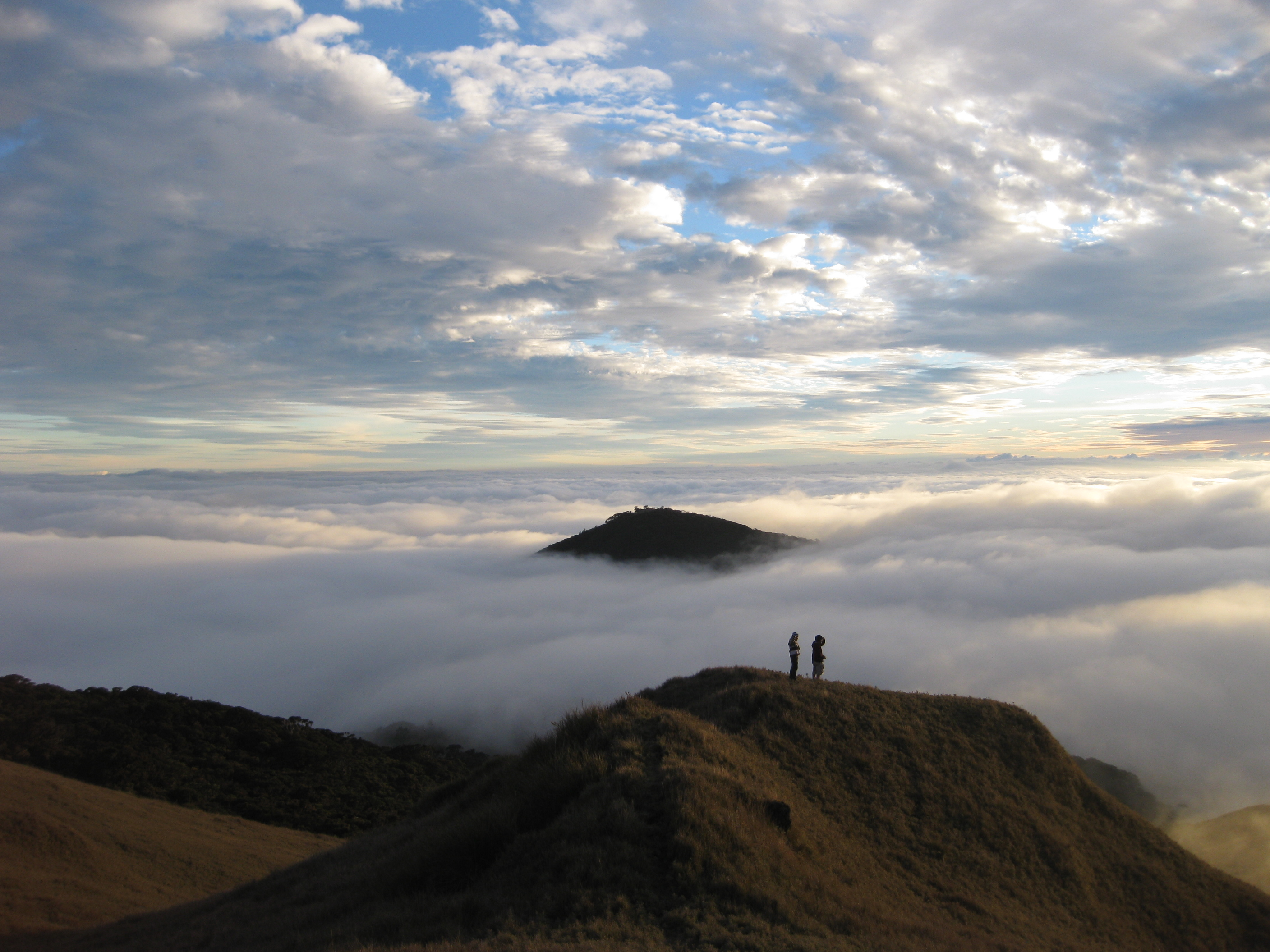
Mer de nuages entourant le mont Pulag.